# 瑞维尼
瑞维尼（法語：Juvigny，法語發音：[ʒyviɲi]）是法国马恩省的一个市镇，位于该省中部，属于香槟沙隆区。

## 地理
瑞维尼（49°1'12"N, 4°15'47"E）面积21.37 平方千米，位于法国大東部大區马恩省，该省份为法国东北部内陆省份，北起阿登省，西北接埃纳省，西南接塞纳-马恩省，南至奥布省，东南接上马恩省，东临默兹省。
与瑞维尼接壤的市镇（或旧市镇、城区）包括：莱格朗德洛日、马恩河畔欧奈、马图格、勒西、拉沃夫、弗罗。

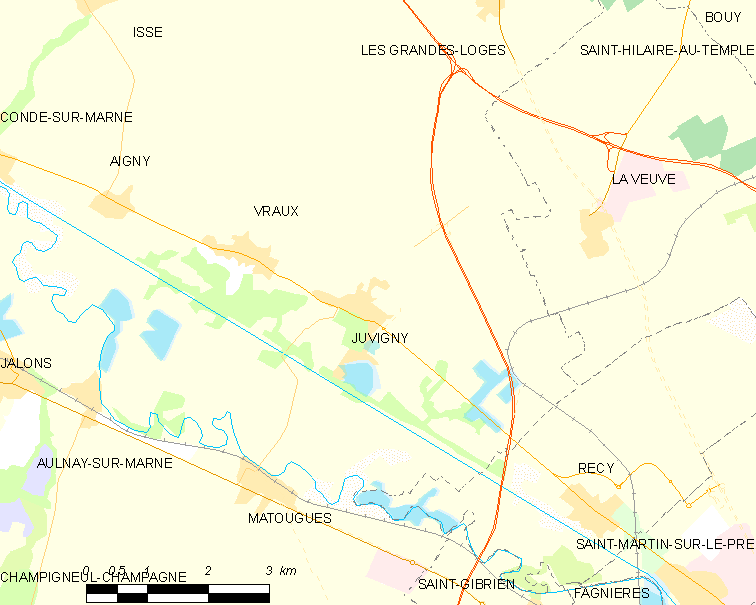
瑞维尼的OSM定位图

瑞维尼的时区为UTC+01:00、UTC+02:00（夏令时）。

## 行政
瑞维尼的邮政编码为51150，INSEE市镇编码为51312。

## 政治
瑞维尼所属的省级选区为香槟沙隆第二县。

## 人口

1962-2008年间瑞维尼人口变化图示

瑞维尼于2022年1月1日时的人口数量为959人。